# Вейджер (книга)
«Вейджер: История о кораблекрушении, мятеже и убийстве» (англ. The Wager: A Tale of Shipwreck, Mutiny and Murder) — книга американского писателя Дэвида Гранна в жанре нон-фикшен, впервые опубликованная в 2023 году. Режиссёр Мартин Скорсезе готовится её экранизировать, причём главную роль в картине сыграет Леонардо Ди Каприо.

## Сюжет
Книга рассказывает о реальных событиях, происходивших в 1740-х годах. К берегам Бразилии приплывает шлюпка с 30 матросами, спасшимися, по их словам, с британского фрегата «Вейджер», который потерпел кораблекрушение. Матросы несколько месяцев провели на необитаемом острове, построили шлюпку и смогли достичь материка. Однако через полгода появляется другая группа моряков во главе с капитаном Дэвидом Чипом, который заявляет, что в действительности на корабле произошёл мятеж. Теперь властям нужно выяснить, что же произошло на самом деле.

## Восприятие
Книга была высоко оценена критиками. Её характеризуют как «захватывающую историю», основанную на глубоком исследовании первоисточников, насыщенную подробностями о жизни моряков, как «плотно написанное, безжалостное, подробное повествование».
Ещё до выхода книги, летом 2022 года, были проданы права на её экранизацию. Режиссёром картины стал Мартин Скорсезе, главную роль сыграет Леонардо Ди Каприо.